# Edgeworth (cràter)
Edgeworth és un cràter d'impacte en el planeta Venus de 29 km de diàmetre. Porta el nom de Maria Edgeworth (1767-1849), escriptora irlandesa, i el seu nom va ser aprovat per la Unió Astronòmica Internacional el 1985.